# Rhodostrophia sieversi
Rhodostrophia sieversi là một loài bướm đêm trong họ Geometridae.